# Olympische Sommerspiele 1992/Leichtathletik – 1500 m (Frauen)

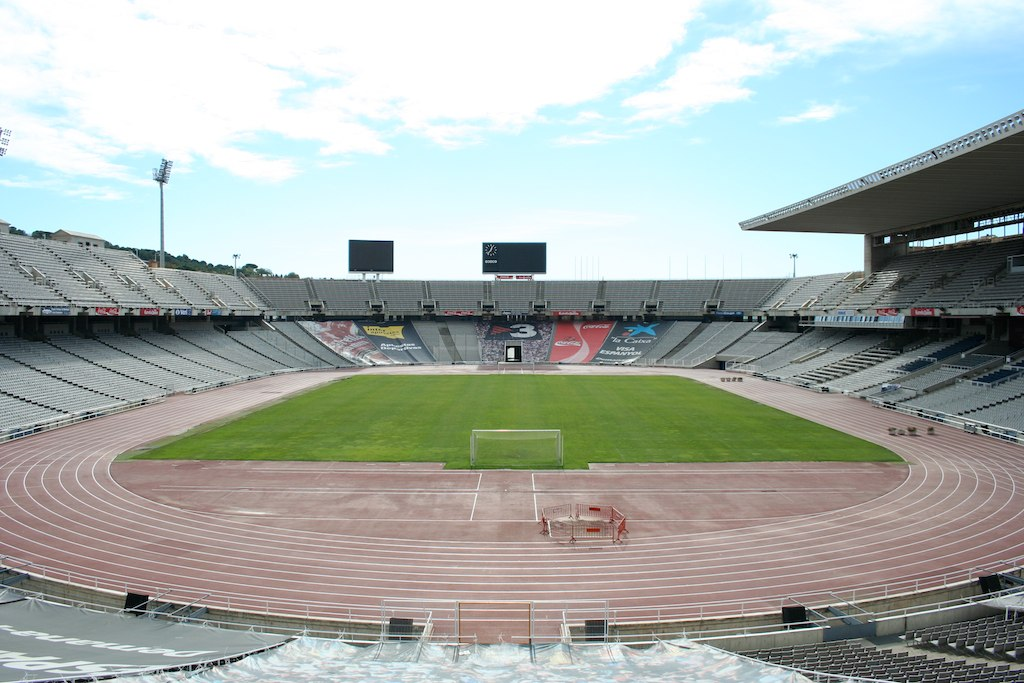
Das Olympiastadion von Barcelona im Jahr 2008

Der 1500-Meter-Lauf der Frauen bei den Olympischen Spielen 1992 in Barcelona wurde am 5., 6. und 8. August 1992 in drei Runden im Olympiastadion Barcelona ausgetragen. 43 Athletinnen nahmen teil.
Olympiasiegerin wurde die Algerierin Hassiba Boulmerka. Sie gewann vor der Russin Ljudmila Rogatschowa, hier für das Vereinte Team laufend, und der Chinesin Qu Yunxia.
Für Deutschland ging Ellen Kießling an den Start, die ihren Vorrundenlauf nicht beenden konnte.

Die Schweizerin Simone Meier schied in der Vorrunde aus, die Österreicherin Theresia Kiesl im Halbfinale.

Athletinnen aus Liechtenstein nahmen nicht teil.

## Aktuelle Titelträgerinnen
| Olympiasiegerin 1988                      | Paula Ivan ( Rumänien)           | 3:53,96 min | Seoul 1988            |
| Weltmeisterin 1991                        | Hassiba Boulmerka ( Algerien)    | 4:02,21 min | Tokio 1991            |
| Europameisterin 1990                      | Snežana Pajkić ( Jugoslawien)    | 4:08,12 min | Split 1990            |
| Panamerikanische Meisterin 1991           | Alisa Harvey ( USA)              | 4:13,12 min | Havanna 1991          |
| Zentralamerika und Karibik-Meisterin 1991 | María Luisa Servín ( Mexiko)     | 4:26,98 min | Xalapa 1991           |
| Südamerika-Meisterin 1991                 | Rita de Jesus ( Brasilien)       | 4:19,18 min | Manaus 1991           |
| Asienmeisterin 1991                       | Qu Yunxia ( Volksrepublik China) | 4:26,01 min | Kuala Lumpur 1991     |
| Afrikameisterin 1992                      | Elana Meyer ( Südafrika)         | 4:18,44 min | Belle Vue Maurel 1992 |
| Ozeanienmeisterin 1990                    | Helen Hawley ( Neuseeland)       | 4:33,17 min | Suva 1990             |

## Bestehende Rekorde
| Weltrekord         | 3:52,47 min | Tatjana Kasankina ( Sowjetunion) | Zürich, Schweiz           | 13. August 1980 |
| Olympischer Rekord | 3:53,96 min | Paula Ivan ( Rumänien)           | Finale OS Seoul, Südkorea | 1. Oktober 1988 |

Der bestehende olympische Rekord wurde bei diesen Spielen nicht erreicht. Die algerische Olympiasiegerin Hassiba Boulmerka verfehlte den Rekord im schnellsten Rennen, dem Finale, mit ihren 3:55,30 min um 1,34 Sekunden. Zum Weltrekord fehlten ihr 2,83 Sekunden.

## Vorrunde
Datum: 5. August 1992
Die Läuferinnen traten zu insgesamt drei Vorläufen an. Für das Halbfinale qualifizierten sich pro Lauf die ersten sechs Athletinnen. Darüber hinaus kamen die sechs Zeitschnellsten, die sogenannten Lucky Loser, weiter. Die direkt qualifizierten Sportlerinnen sind hellblau, die Lucky Loser hellgrün unterlegt.

### Vorlauf 1
10:00 Uhr
| Platz | Name                         | Nation                         | Zeit        |
| ----- | ---------------------------- | ------------------------------ | ----------- |
| 1     | Hassiba Boulmerka            | Algerien                       | 4:09,91 min |
| 2     | Tetjana Samolenko-Dorowskych | EUN                            | 4:09,94 min |
| 3     | Paula Schnurr                | Kanada                         | 4:09,99 min |
| 4     | Elena Fidatow                | Rumänien                       | 4:10,00 min |
| 5     | Carla Sacramento             | Portugal                       | 4:10,01 min |
| 6     | Liu Li                       | Volksrepublik China            | 4:10,08 min |
| 7     | Marie-Pierre Duros           | Frankreich                     | 4:10,14 min |
| 8     | Maxine Newman                | Großbritannien                 | 4:15,16 min |
| 9     | Simone Meier                 | Schweiz                        | 4:15,64 min |
| 10    | Susan Sirma                  | Kenia                          | 4:17,73 min |
| 11    | Suzy Hamilton                | USA                            | 4:22,36 min |
| 12    | Laurence Niyonsaba           | Ruanda                         | 4:24,87 min |
| 13    | Bigna Samuel                 | St. Vincent und die Grenadinen | 4:33,41 min |
| 14    | Mantokoane Pitso             | Lesotho                        | 4:39,96 min |
| 15    | Rosemary Turare              | Papua-Neuguinea                | 5:10,52 min |

### Vorlauf 2
10:10 Uhr
| Platz | Name                    | Nation         | Zeit        | Anmerkung                                  |
| ----- | ----------------------- | -------------- | ----------- | ------------------------------------------ |
| 1     | Maite Zúñiga            | Spanien        | 4:07,82 min |                                            |
| 2     | Doina Melinte           | Rumänien       | 4:08,58 min |                                            |
| 3     | Małgorzata Rydz         | Polen          | 4:09,47 min |                                            |
| 4     | Ljudmila Rogatschowa    | EUN            | 4:09,54 min |                                            |
| 5     | Letitia Vriesde         | Suriname       | 4:10,63 min |                                            |
| 6     | Debbie Bowker           | Kanada         | 4:11,27 min |                                            |
| 7     | Regina Jacobs           | USA            | 4:13,87 min |                                            |
| 8     | Sriyani Dhammika Manike | Sri Lanka      | 4:26,22 min |                                            |
| 9     | Carol Galea             | Malta          | 4:33,41 min |                                            |
| 10    | Rosalie Gangué          | Tschad         | 5:06,31 min |                                            |
| DNF   | Maria Akraka            | Schweden       |             | für das Halbfinale nachträglich zugelassen |
| DNF   | Fabia Trabaldo          | Italien        |             | für das Halbfinale nachträglich zugelassen |
| DNF   | Ellen Kießling          | Deutschland    |             |                                            |
| DSQ   | Ann Williams            | Großbritannien |             |                                            |
| DNS   | Päivi Tikkanen          | Finnland       |             |                                            |

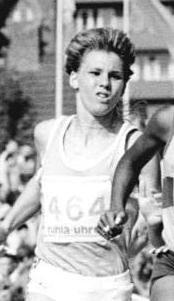
Ellen Kießling erreichte im zweiten Vorlauf nicht das Ziel

Die Schwedin Maria Akraka und die Italienerin Fabia Trabaldo konnten nach einer von der Britin Ann Williams verschuldeten Kollision das Rennen nicht beenden. Für Williams gab es eine Disqualifikation, Akraka und Trabaldo wurden nachträglich für das Halbfinale zugelassen. Dadurch erhöhte sich die Zahl der Halbfinalistinnen auf 26.

### Vorlauf 3
10:20 Uhr
| Platz | Name                   | Nation                       | Zeit        |
| ----- | ---------------------- | ---------------------------- | ----------- |
| 1     | Qu Yunxia              | Volksrepublik China          | 4:07,40 min |
| 2     | Jekaterina Podkopajewa | EUN                          | 4:07,55 min |
| 3     | Maria de Lurdes Mutola | Mosambik                     | 4:07,59 min |
| 4     | Violeta Beclea         | Rumänien                     | 4:07,60 min |
| 5     | Sonia O’Sullivan       | Irland                       | 4:07,70 min |
| 6     | Angela Chalmers        | Kanada                       | 4:07,75 min |
| 7     | Theresia Kiesl         | Österreich                   | 4:07,81 min |
| 8     | Kirsty Wade            | Großbritannien               | 4:08,30 min |
| 9     | Anna Brzezińska        | Polen                        | 4:08,35 min |
| 10    | PattiSue Plumer        | USA                          | 4:09,47 min |
| 11    | Getenesh Urge          | Äthiopien                    | 4:18,09 min |
| 12    | Khin Khin Htwe         | Myanmar                      | 4:18,81 min |
| 13    | Brigitte Nganaye       | Zentralafrikanische Republik | 4:33,57 min |
| 14    | Ana Isabel Elias       | Angola                       | 4:33,66 min |
| DNS   | Janeth Caizalitin      | Ecuador                      |             |

## Halbfinale
Datum: 6. August 1992
Aus den beiden Halbfinals qualifizierten sich pro Lauf die ersten fünf Athletinnen für das Finale. Darüber hinaus kamen die zwei Zeitschnellsten, die sogenannten Lucky Loser, weiter. Die direkt qualifizierten Läuferinnen sind hellblau, die Lucky Loser hellgrün unterlegt.

### Lauf 1

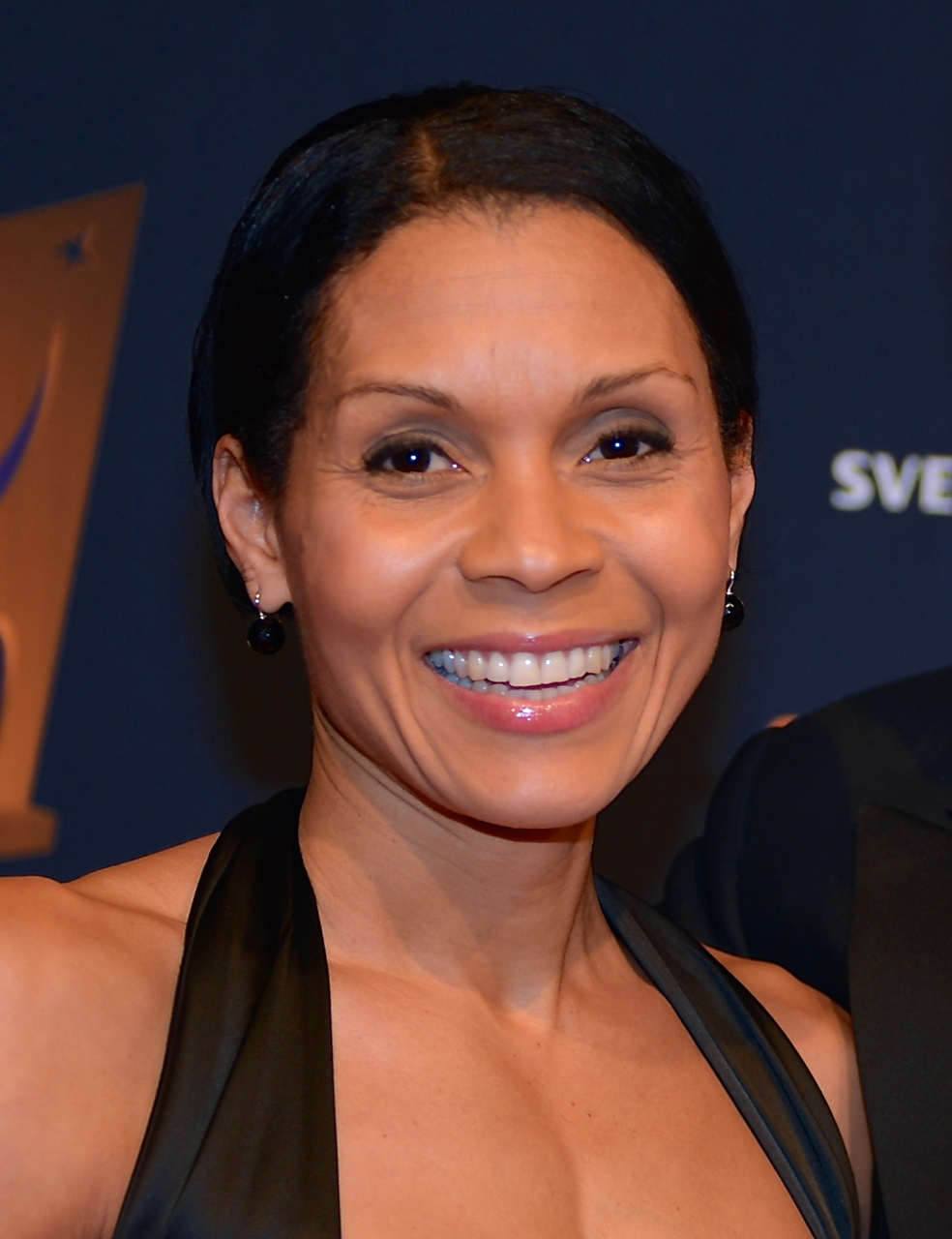
Maria Akraka (hier im Jahr 2014) schied aus als Zehnte des ersten Halbfinals

19:20 Uhr
| Platz | Name                   | Nation              | Zeit        |
| ----- | ---------------------- | ------------------- | ----------- |
| 1     | Hassiba Boulmerka      | Algerien            | 4:03,81 min |
| 2     | Ljudmila Rogatschowa   | EUN                 | 4:03,85 min |
| 3     | Maria de Lurdes Mutola | Mosambik            | 4:04,20 min |
| 4     | Liu Li                 | Volksrepublik China | 4:04,35 min |
| 5     | Elena Fidatow          | Rumänien            | 4:04,55 min |
| 6     | Angela Chalmers        | Kanada              | 4:04,87 min |
| 7     | Violeta Beclea         | Rumänien            | 4:05,46 min |
| 8     | Letitia Vriesde        | Suriname            | 4:09,64 min |
| 9     | Kirsty Wade            | Großbritannien      | 4:11,36 min |
| 10    | Maria Akraka           | Schweden            | 4:14,30 min |
| 11    | Anna Brzezińska        | Polen               | 4:15,53 min |
| 12    | Regina Jacobs          | USA                 | 4:21,55 min |
| 13    | Marie-Pierre Duros     | Frankreich          | 4:26,61 min |

### Lauf 2

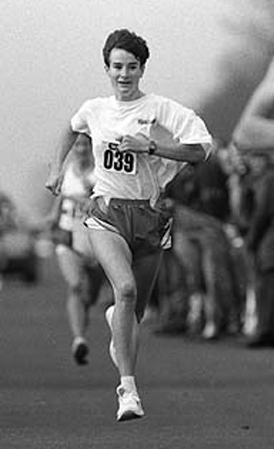
Sonia O’Sullivan – ausgeschieden aus als Elfte des zweiten Halbfinals

19:29 Uhr
| Platz | Name                         | Nation              | Zeit        |
| ----- | ---------------------------- | ------------------- | ----------- |
| 1     | Tetjana Samolenko-Dorowskych | EUN                 | 4:03,79 min |
| 2     | Małgorzata Rydz              | Polen               | 4:03,83 min |
| 3     | Qu Yunxia                    | Volksrepublik China | 4:03,86 min |
| 4     | Jekaterina Podkopajewa       | EUN                 | 4:03,93 min |
| 5     | Maite Zúñiga                 | Spanien             | 4:04,00 min |
| 6     | PattiSue Plumer              | USA                 | 4:04,23 min |
| 7     | Doina Melinte                | Rumänien            | 4:04,42 min |
| 8     | Paula Schnurr                | Kanada              | 4:04,80 min |
| 9     | Carla Sacramento             | Portugal            | 4:05,54 min |
| 10    | Fabia Trabaldo               | Italien             | 4:06,05 min |
| 11    | Sonia O’Sullivan             | Irland              | 4:06,24 min |
| 12    | Theresia Kiesl               | Österreich          | 4:07,46 min |
| 13    | Debbie Bowker                | Kanada              | 4:12,50 min |

## Finale

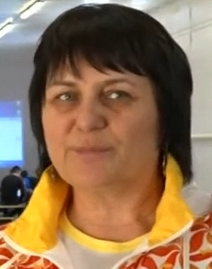
Tetjana Samolenko-Dorowskych (Foto: 2017), mehrfache Siegerin und Medaillengewinnerin bei Olympischen Spielen und Weltmeisterschaften über 1500- und 3000 Meter, blieb als Vierte ohne Medaille – sechs Tage zuvor hatte sie Silber über 3000 Meter gewonnen

Datum: 8. August 1992, 19:50 Uhr
| Platz | Name                         | Nation              | Zeit        |
| ----- | ---------------------------- | ------------------- | ----------- |
| 1     | Hassiba Boulmerka            | Algerien            | 3:55,30 min |
| 2     | Ljudmila Rogatschowa         | EUN                 | 3:56,91 min |
| 3     | Qu Yunxia                    | Volksrepublik China | 3:57,08 min |
| 4     | Tetjana Samolenko-Dorowskych | EUN                 | 3:57,92 min |
| 5     | Liu Li                       | Volksrepublik China | 4:00,20 min |
| 6     | Maite Zúñiga                 | Spanien             | 4:00,59 min |
| 7     | Małgorzata Rydz              | Polen               | 4:01,91 min |
| 8     | Jekaterina Podkopajewa       | EUN                 | 4:02,03 min |
| 9     | Maria de Lurdes Mutola       | Mosambik            | 4:02,60 min |
| 10    | PattiSue Plumer              | USA                 | 4:03,42 min |
| 11    | Elena Fidatow                | Rumänien            | 4:06,44 min |
| DNF   | Doina Melinte                | Rumänien            |             |

Für das Finale am 8. August hatten sich drei Athletinnen aus dem Vereinten Team qualifiziert. Hinzu kamen zwei Rumäninnen und zwei Chinesinnen. Komplettiert wurde das Finalfeld von jeweils einer Teilnehmerin aus Algerien, Mosambik, Polen, Portugal, Spanien und den USA.
Die amtierende Weltmeisterin Hassiba Boulmerka aus Algerien galt als Favoritin. Weitere Medaillenkandidatinnen waren vor allem die beiden bei den Weltmeisterschaften hinter ihr platzierten hier für das Vereinte Team startenden Läuferinnen Tetjana Dorowskych, die ukrainische WM-Zweite, unter ihrem Namen Tetjana Samolenko auch Olympiasiegerin von 1988 über 3000 Meter, und Ljudmila Rogatschowa, die russische WM-Dritte.
Die erste Hälfte des Rennens wurde von Rogatschowa kontrolliert, die ohne Unterbrechung die Spitzenposition hatte. Trotz hohen Tempos – 400-Meter-Durchgangszeit 1:00,66 min – blieb das Feld zusammen. Hinter Rogatschowa hielt sich Boulmerka. Es gab kaum Positionsverschiebungen, auch in der zweiten Runde – 1:04,36 min – hielt die führende Russin das Tempo hoch. Zu Beginn der Schlussrunde begann sich das Feld langsam auseinanderzuziehen. Die ersten drei – Rogatschowa, Boulmerka und die Chinesin Qu Yunxia – lagen dicht zusammen, mit einer kleinen Lücke folgten Dorowskych und die Russin Jekaterina Podkopajewa, hier für das Vereinte Team laufend. Mit 1:04,86 min für die dritte Runde blieb das Tempo hoch. Bei 1200 Meter schloss Dorowskych die Lücke nach vorne, sodass nun vier Läuferinnen um die Medaillen spurteten. Vor der Zielkurve nahm das Rennen noch einmal Fahrt auf. Boulmerka beschleunigte und zog an Rogatschowa vorbei, die nun dem Tempo der Weltmeisterin nicht mehr folgen konnte. Dahinter wurden die Abstände nun deutlich größer. Ungefährdet lief Hassiba Boulmerka dem Ziel entgegen und wurde Olympiasiegerin. Die Silbermedaillengewinnerin Ljudmila Rogatschowa lag fast anderthalb Sekunden zurück. Auf Platz drei folgte die Asienmeisterin Qu Yunxia aus China vor Tetjana Dorowskych und der Chinesin Liu Li. Den sechsten Platz belegte die Spanierin Maite Zúñiga. Die schnellen Zwischenzeiten drückten sich auch in den Endzeiten aus. Vier Läuferinnen unterboten die 4-Minuten-Marke. Paula Ivans olympischer Rekord von 1988 war allerdings so hochklassig, dass er weiterhin Bestand hatte.
Hassiba Boulmerka gewann nicht nur die erste Medaille einer algerischen Frau, sie errang zudem den ersten Olympiasieg Algeriens überhaupt.

Qu Yunxia war die erste chinesische Medaillengewinnerin über 1500 Meter der Frauen.

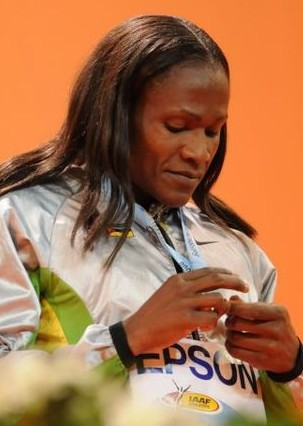
Maria Mutola, fünf Tage zuvor über 800 Meter auf Rang fünf, kam auf den neunten Platz – sie hatte über 800 Meter als Olympiasiegerin und Weltmeisterin noch große Erfolge vor sich
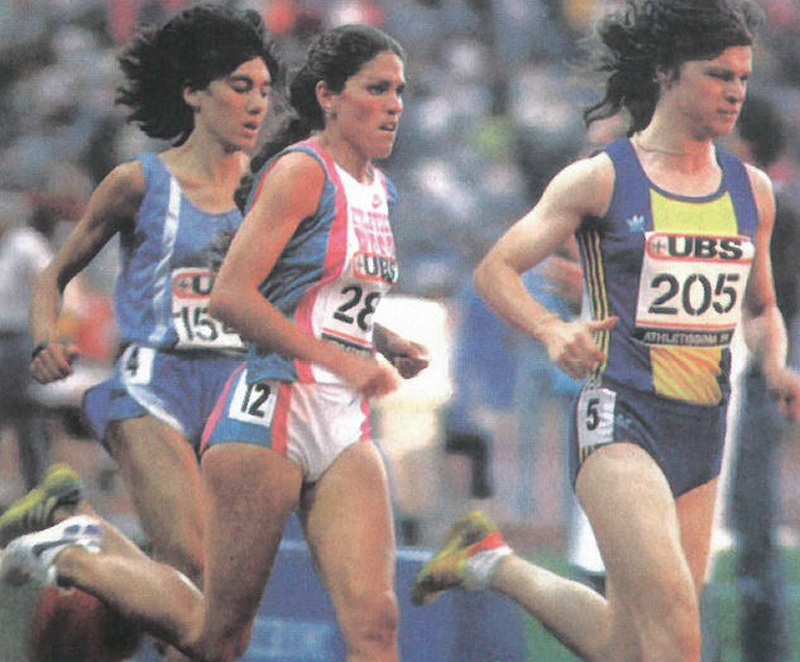
PattiSue Plumer (Mitte, in einem Rennen des Jahres 1989) belegte Rang zehn
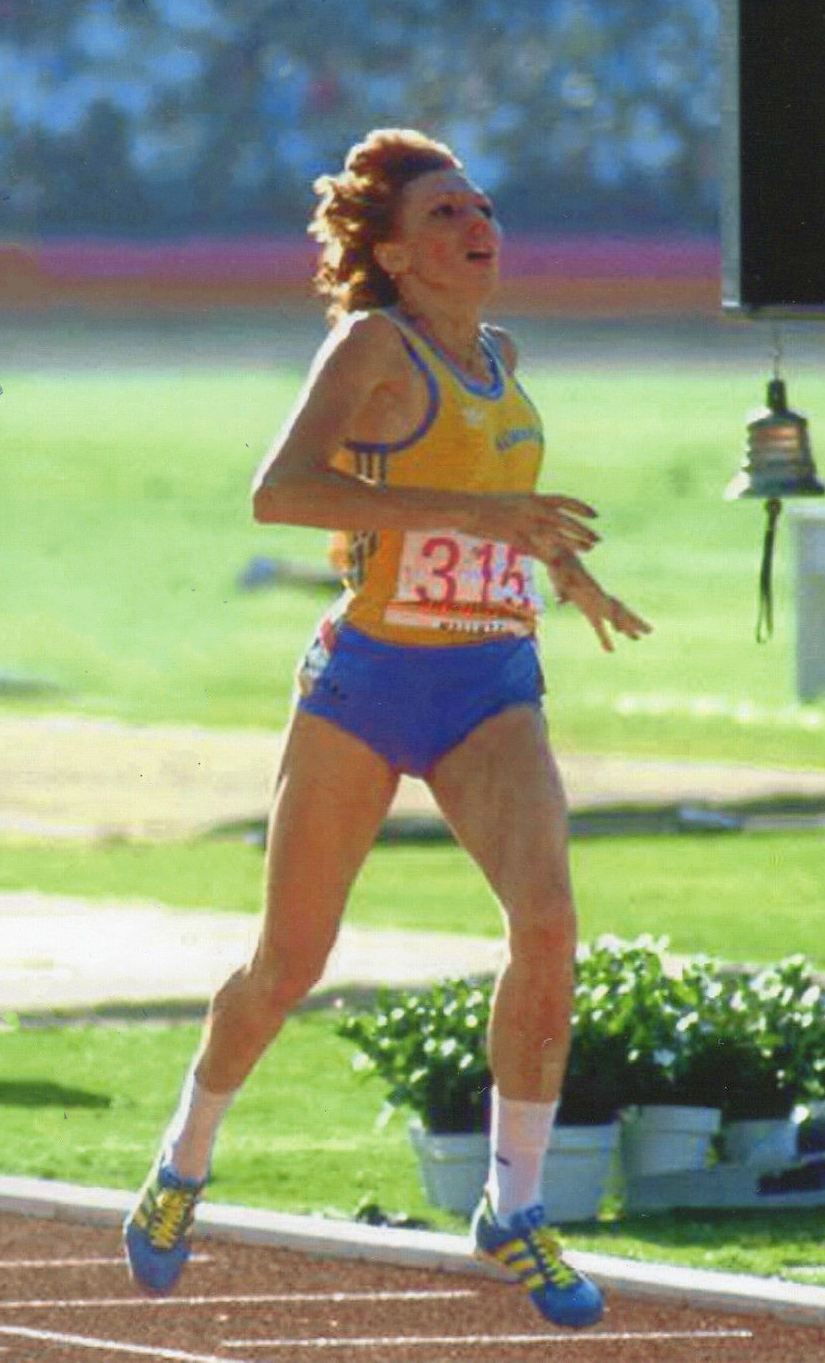
Doina Melinte (Foto: 1984), frühere Doina Beșliu, 1984 Olympiasiegerin über 800 Meter und Olympiazweite über 1500 Meter, gab hier das Finalrennen auf

## Videolinks
- Women's 1500m Final Barcelona Olympics 1992, youtube.com, abgerufen am 16. Februar 2018
- Hassiba Boulmerka - Women's 1500m Final - 1992 Olympic Games, youtube.com, abgerufen am 24. Dezember 2021